# Samuel Armas
Samuel Alexander Armas (nacido el 2 de diciembre de 1999) es el feto que se ve en la famosa fotografía de Michael Clancy cuando parecía coger las manos de su cirujano desde un agujero en el útero de su madre durante una operación de cirugía fetal de espina bífida.

## Historia tras la foto
La fotografía se hizo durante una operación pionera realizada el 19 de agosto de 1999 para corregir una lesión de espina bífida de un feto de 21 semanas en el útero. La cirugía fue realizada por un equipo quirúrgico en la Universidad Vanderbilt en Nashville. El equipo, el Dr. Joseph Bruner y el Dr. Noel Tulipan, habían estado desarrollando una técnica para corregir ciertos problemas fetales en el desarrollo de un embarazo. El procedimiento incluía la apertura temporal del útero, el drenaje del líquido amniótico, la extracción parcial del feto y operación sobre el mismo, y el retorno del feto al útero en la madre.

### Samuel Armas
Alex y Julie Armas descubrieron que su bebé tenía espina bífida en una prueba de ultrasonidos realizada a las 14 semanas de la fecundación. Los Armas descubrieron el procedimiento de Vanderbilt en su búsqueda de opciones en la red.
Samuel Armas fue el feto número 54 en ser operado por el equipo quirúrgico.  Con la operación, el Dr. Joseph Bruner consiguió aliviar los efectos de la apertura de la espina de Samuel producidos por su espina bífida.

## En el mundo
Se imprimieron fotos de la operación en varios periódicos de los EE. UU. y del resto del mundo, incluyendo el USA Today. Gracias a la operación, Armas nació sano el 2 de diciembre de 1999.
El 25 de septiembre de 2003 los padres del niño, Alex y Julie, testificaron ante el Subcomité del Senado de los EE. UU. para la Ciencia, Tecnología y Espacio sobre la foto y su experiencia con la cirugía intrauterina.

Hoy, Samuel tiene casi 4 años y no ha tenido que afrontar las operaciones habituales que son comunes para los niños con espina bífida. Anda con ortopedia en las piernas, es cognoscitivamente normal, y le encanta buscar insectos.
Alex Armas

## Matt Drudge
En 1999 Matt Drudge presentaba un espacio nocturno los sábados en la televisión llamado Drudge en la cadena de noticias de la Fox.  En noviembre de 1999 intentó mostrar la foto de Samuel en su programa de Fox News, pero la cadena no se lo permitió. Esto provocó su abandono de la serie por lo que consideraba que era un acto de censura por parte de la cadena. Los directivos de la Fox no querían mostrar la foto porque temían que Drudge los utilizaría para apoyar argumentos provida. Dijeron que eso conllevaría a confusión porque la foto no tenía que ver con el aborto, sino con una operación de emergencia en un feto con espina bífida.

## Controversia
La fotografía atrajo mucho la atención ya que, al publicarse, fue utilizada por opositores al aborto que aseguraban que el bebé alcanzó la mano del doctor sacándo la propia del útero, mostrando así señales de vida en la semana 21 del embarazo. Ciertamente la fotografía y muchos de los textos que la acompañan apoyan esta visión, incluyendo por su parte al autor de la foto Michael Clancy:

Mientras un médico me preguntaba qué sensibilidad de película estaba usando, por un lateral del ojo ví agitarse el útero, sin que estuviera cerca la mano de nadie. Se agitaba desde dentro. De repente, un brazo entero salió por la abertura, para retraerse a continuación hasta que sólo quedó a la vista una pequeña mano. El doctor la alcanzó y la elevó, reaccionando esta y cogiendo el dedo del doctor. Como probando su fuerza, el doctor agitó el pequeño puño. Samuel aguantó firme. E hice la foto. ¡Guau! 

Ocurrió tan deprisa que la enfermera que tenía al lado me preguntó, "¿Qué pasó?" 
"El niño salió", dije.

"¡Ah!. Lo hacen constantemente," contestó ella.
- Michael Clancy

El cirujano declaró más tarde que tanto Samuel como su madre Julie estaban bajo los efectos de la anestesia y que fue un verdadero milagro moverse.

"El bebé sacó el brazo," dijo el Dr. Bruner.

También declaró que “Dependiendo de su punto de vista político, puede ver esto como Samuel Armas saliendo del útero y tocando el dedo de otra persona, o como yo mismo sacando su mano del útero... que es lo que hice.”

Clancy defiende que el Dr. Bruner, responsable de la cirugía en Vanderbilt, inicialmente corroboró su descripción del evento aunque más tarde negara que el niñó se movió por sí mismo.